# Othman Jenayah
Pour les articles homonymes, voir Othman.
 (novembre 2022).
Si vous disposez d'ouvrages ou d'articles de référence ou si vous connaissez des sites web de qualité traitant du thème abordé ici, merci de compléter l'article en donnant les références utiles à sa vérifiabilité et en les liant à la section « Notes et références ».
Othman Jenayah (arabe : عثمان جنيّح), né le 29 septembre 1949 à Kairouan, est un footballeur et dirigeant de club tunisien.

## Biographie
Jenayah est une ancienne gloire du football tunisien : attaquant de l'équipe de Tunisie et de l'Étoile sportive du Sahel (ESS), il est le meilleur buteur du championnat tunisien, avec quinze buts, lors de la saison 1969-1970 ; il reçoit alors le soulier d'or.
En 1993, il prend la présidence de l'ESS et parvient à faire du club l'une des plus prestigieuses équipes d'Afrique grâce aux nombreux trophées acquis par le club durant sa présidence. Il quitte le club en juin 2006.
Il est nommé en septembre 2007 comme membre de la commission stratégique de la FIFA dont la création est approuvée lors du congrès tenu en mai sous la direction de son président, Sepp Blatter, et qui succède à la task force For the Good of the Game qui fonctionne entre 2005 et 2007 et dont le rapport final est lui aussi présenté lors de ce congrès.
En juillet 2022, il prend la présidence d'un comité directeur provisoire placé à la tête de l'ESS, seize ans après sa présidence.